# Nikolai Miligulo
Nikolai Miligulo (Minsk, Bielorrusia, 27 de diciembre de 1936) es un gimnasta artístico soviético subcampeón olímpico en 1960 en el concurso por equipos.

## Carrera deportiva
En los JJ. OO. de Roma de 1960 consigue la medalla de plata en el concurso por equipos, quedando situados en el podio por detrás de los japoneses y por delante de los italianos, y sus compañeros en el equipo soviético fueron: Albert Azaryan, Valery Kerdemilidi, Vladimir Portnoi, Boris Shakhlin y Yuri Titov.